# Орловський рисак
Орло́вський риса́к, або орло́вський риси́стий кінь — рисиста порода коней, виведена в Росії. Названа на честь засновника, графа Олексія Григоровича Орлова. Її представники вирізняються високим зростом, міцною статурою, гармонійним екстер'єром, спритністю і витривалістю. Серед російських порід коней орловські рисаки найвідоміші, у масовій культурі вони є символом російського конярства загалом. За призначенням цих коней слід розглядати як робочих легкозапряжних, у Росії та Україні ця порода також має статус спортивної. Орловських рисаків використовують у бігах, дистанційних пробігах, сільському господарстві, як покращувачів у селекційній справі.

## Історія

### Виведення породи
У XVIII столітті спроби вивести універсальну рисисту породу здійснювались в Англії, Франції, США. В кожній з названих країн утворились свої національні породи рисаків — норфолкська, французька, американська — та жодна не була настільки досконалою, щоб задовольнити потреби різноманітних перевізників. Ця проблема не оминула і Росію. Через низьку густоту населення відстані між поселеннями тут були особливо значними, а транспортування вантажів здійснювалось переважно конями місцевих порід народної селекції: вятськими, казанськими, мезенськими. Хоча ці тварини були невибагливими і витривалими, однак вирізнялись малим зростом і, відповідно, низькою вантажністю.

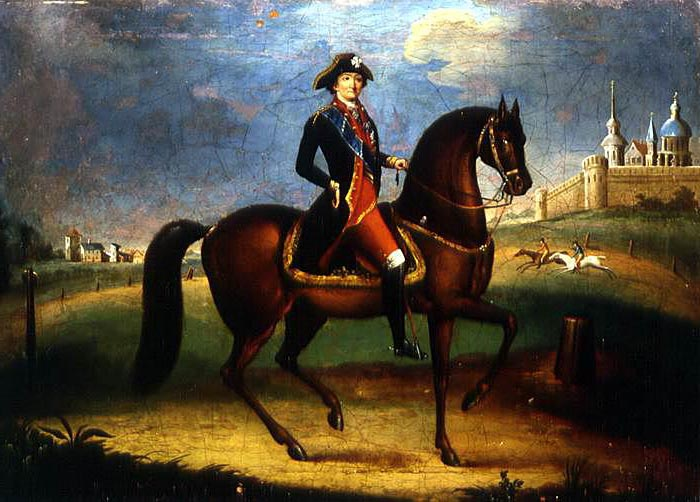
О. Г. Орлов на Свірєпому (Д, Нєвзоров).

У другій половині XVIII століття граф О. Г. Орлов, який був затятим селекціонером, захопився задумом вивести досконалого рисака. З цією метою він імпортував з Аравії, Великої Британії, Данії, Іспанії, Італії, Персії, Туреччини різноманітних породистих коней. Крім того, за особисті послуги імператриця Катерина II подарувала йому кількадесят трофейних жеребців східних кровей, захоплених під час війни з турками. Розведення цих тварин «у чистоті», тобто без домішування крові інших порід, не дало бажаних результатів. Міжпородне схрещування у різних комбінаціях тривалий час також розчаровувало заводчика.

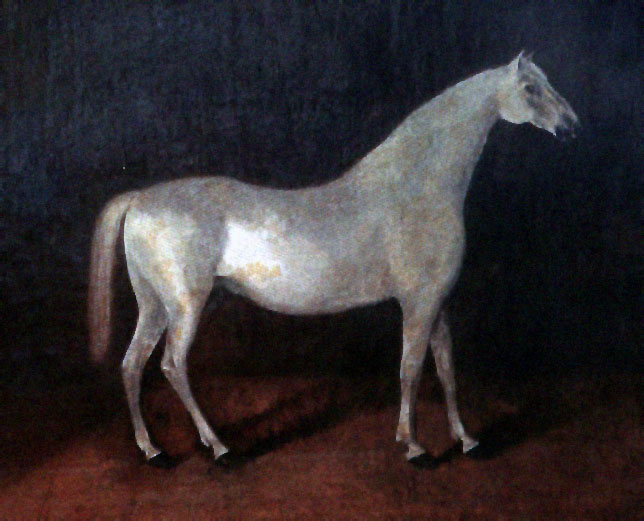
Жеребець Сметанка (невідомий автор, кінець XVIII ст., Музей конярства).

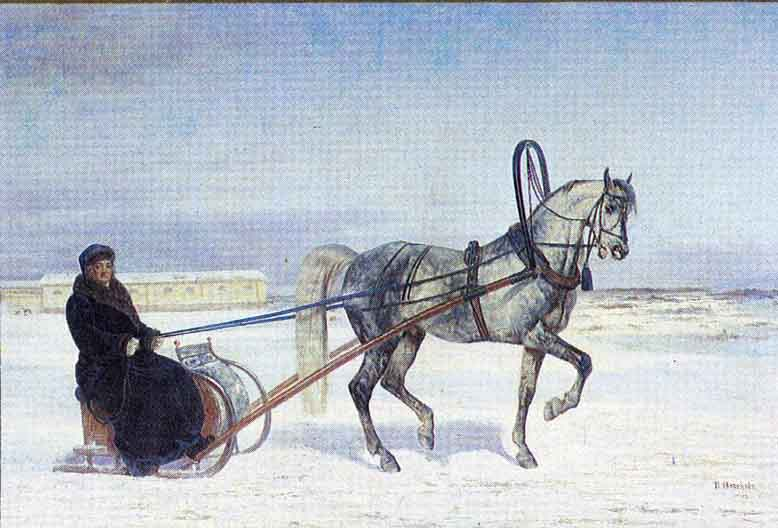
О. Г. Орлов-Чесменський в санях, запряжених Барсом I (М. Є. Свєрчков, 1871 р., Музей конярства). За відсутністю історичного опису Барса I моделлю для полотна послужив жеребець Добриня.

Серед привезених тварин увагу графа привернув світло-сірий арабський жеребець, якого за характерну масть назвали Сметанкою. Цей кінь вирізнявся високим зростом і довгим тулубом, що, як згодом показав його посмертний розтин, було проявом анатомічного відхилення — у Сметанки замість звичних 18 було 19 грудних хребців. У турецького султана цього скакуна купили за величезні на той час гроші — 50 тисяч рублів сріблом. Пробувши у дорозі два роки, в заводі Сметанка невдовзі пав, не адаптувавшись до суворого клімату. По собі цей жеребець залишив тільки п'ятьох нащадків, серед яких цінним виявився сірий жеребець Полкан I. Його матір'ю була безіменна данська кобила буланої масті. Сам Полкан I привертав увагу високим зростом і чудовим клусом, хоча і мав дещо грубувату статуру і нестійкість алюру. Щоб уникнути останнього недоліку Полкана I схрестили з кобилою голландської породи. Їхнім нащадком став жеребець Барс I, який втілював у собі бажаний для селекціонера тип коня. Свою кличку він отримав за сіру в яблуках масть, яка нагадувала шкуру барса. Онук Сметанки мав зріст 2 аршини і 5 вершків (166 см), вирізнявся гармонійним складом і якісним алюром. Його відправили до кінного заводу графа семирічним і протягом наступних 17 років використовували як плідника.
Численних лошат від Барса I схрещували між собою для закріплення бажаних рис, внаслідок такого інбридингу більшість орловських рисаків містить у собі ту чи іншу частку його крові. Серед потомків Барса I особливо цінними були жеребці Любєзний I та Лєбєдь I. Любєзний I, народжений у 1794 році від мекленбурзької кобили, мав висоту в холці 160 см, легку голову, гарну шию та чудову жваву ходу. Лєбєдь I, народжений у 1804 році, запам'ятався високим і жвавим клусом. Цей кінь мав сухий ошатний екстер'єр. Родовід більшості орловських рисаків сходить саме до цих двох пращурів.

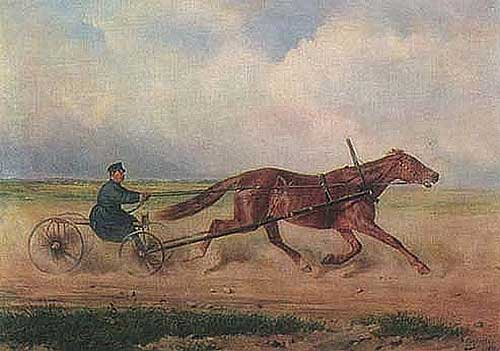
Рисиста кобила Краса на бігу в дрожках (М. Є. Свєрчков, 1870).

Слід зазначити, що поруч з копіткою селекційною роботою на становлення нової породи значно вплинули і технологічні інновації. У своєму кінному заводі граф Олексій Орлов запровадив передові європейські методи годівлі, утримання і тренінгу молодняка. Заслугою О. Г. Орлова було впровадження регулярних бігових випробувань рисаків. До цього часу змагання коней у Росії були безсистемними, як правило, біги приурочували до зимових свят і носили вони суто розважальний характер. Олексій Орлов встановив щорічні зимові і літні призи, які спочатку розігрували в Москві, а згодом і в Петербурзі. Після смерті графа цю роботу продовжив його кріпак В. І. Шишкін. Маючи природний хист до селекції, послуговуючись методами О. Г. Орлова, Василь Іванович схрещував орловських коней між собою і отримав поголів'я своєрідної краси. Саме його зусиллям орловські рисаки завдячують своїм гармонійним і добре впізнаваним екстер'єром. За визначні досягнення в конярстві цар Олександр I дарував В. І. Шишкіну вільну.
Назва «орловський рисак» закріпилась за новою породою. З перших років усі селекційні заходи занотовувались О. Г. Орловим і В. І. Шишкіним. Перша племінна книга орловських рисаків побачила світ у 1839 році. Загалом до XXI століття вийшов друком 51 її том.

### Розквіт

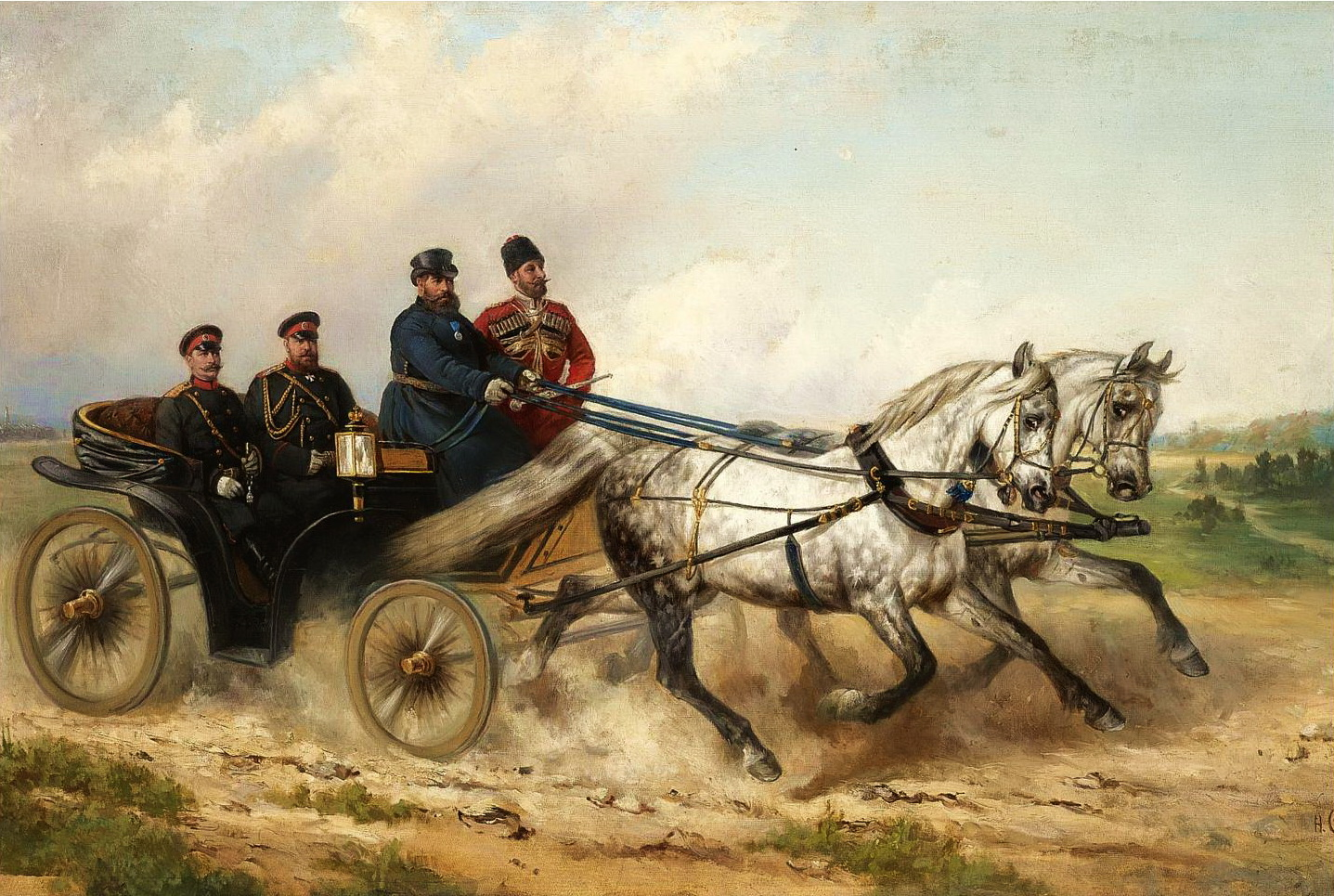
Цар Олександр III у відкритому ландо (М. Є. Свєрчков, XIX ст.).

Саме успіхи рисаків графа Орлова відкрили для поціновувачів кінного спорту нові імена. Так, у 1836 році гнідий жеребець Бичок, що належав В. І. Шишкіну, пробіг дистанцію у 3200 м за 5 хв 45 с, встановивши нечуваний на той час рекорд. Відразу після цієї перемоги Бичка за 36 тисяч рублів придбав для свого заводу Д. П. Голохвастов, де рекордсмен залишив численне і якісне потомство.
Після цього орловські рисаки швидко захопили російський ринок. Цих коней охоче купляли як дворяни, зацікавленні у бігових змаганнях, так і звичайні селяни або візники, яких приваблювали користувацькі якості породи: витривалість і краса, сила і жвавість. Дуже швидко орловські коні стали кількісно переважати у сфері поштових перевезень, міського транспорту і в біговому спорті, який стрімко розвивався в країні. У 1869 році в 1609 кінних заводах утримували 5321 чистокровного орловського жеребця і 52 700 кобил. У 1880-х роках в Росії налічували вже 3000 приватних кінних заводів, в яких розводили цю породу. Слава орловських рисаків вийшла за межі держави, і в Західній Європі все частіше і з все більшим захопленням купляли представників нової породи. У XIX столітті щорічний експорт в Європу складав 4000 голів. В 1902 році в США 28 орловських рисаків продали за середньою ціною 1234 долари. Стійкий попит на них був у Франції, Австрії, Голландії, Німеччині. Про популярність орловських рисаків свідчить той факт, що їх часто зображали на картинах відомі художники, причому власні портрети мали більшість рекордсменів того часу.
Систематичні змагання обумовлювали стійкий швидкісний прогрес. У 1890 році жеребець В'юн пробіг 3200 м за 4 хв 54,4 с, а вже у 1894 році його напівбрат Лель покращив цей результат до 4 хв 46 с, на початку XX століття жеребець Питомець цю відстань здолав за 4 хв 35,6 с. Стаєрська дистанція 3200 м була традиційною для орловських рисаків, оскільки походила від давнього звичаю перегонів на річковій кризі на 3 версти. На Московському іподромі у 1860-х роках проводили випробування навіть на дистанцію 32 км (30 верст), на якій у 1863 році абсолютним рекордсменом виявися Кролик із результатом 1 год 12 хв 5 с. Але розвиток бігів наблизив російський спорт до європейських стандартів, а на іподромах західних країн основні призи розігрували на дистанцію в одну милю (1609 м), яку в Росії заокруглили до 1600 м. Тож наприкінці XIX століття все більше уваги стали звертати на результати, досягнуті орловськими конями на цій дистанції. Тут вони також мали резерв швидкості: у 1894 році Лель здолав 1600 м за 2 хв 16 с, Милий — за 2 хв 15,4 с, а в 1900 році Питомець подолав її за 2 хв 14,2 с. У 1907—1913 роках прославився жеребець Кріпиш, який встановив рекорди на обох дистанціях: 1600 м пройшов за 2 хв 8 с, а 3200 м — за 4 хв 25,7 с. Та його успіх був останнім у загальних призах для рисаків, оскільки на початку XX століття орловські коні стали відчутно поступатися представникам інших порід.

### Криза «американізації»
Передумови для такого занепаду склалися далеко за межами породи. З другої половини XIX століття в Європі й Америці стрімко розвивався залізничний транспорт (включно з міським — метрополітеном і трамваєм), що звільнило коней від доставки великогабаритних вантажів, пошти, а також від масових перевезень людей в омнібусах і конках. За рисаками ще зберігалася функція приватного транспорту, однак такого штибу перевезення вимагали не стільки тяглових зусиль, скільки спритності. Західноєвропейські й американські рисисті породи, в яких покращувачами швидкісних якостей виступали чистокровні верхові коні, вирізнялися прудкістю, але в порівняні з орловськими рисаками були слабосилими. Якщо спочатку це стримувало їхнє поширення, то тепер ця вада перетворилась на перевагу.
На межі століть автомобілі остаточно витіснили гужовий транспорт, а рисаки стали потрібними виключно на біговій доріжці. В цих умовах на перший план висунулись американські рисаки, чия селекція ігнорувала будь-які екстер'єрні вимоги, зосереджуючись на суто швидкісних досягненнях. На бігових доріжках вони все частіше вигравали, а в 1910-х роках їхня перевага стала настільки очевидною, що будь-які спільні змагання втратили сенс. Кріпиш виявився останнім орловським рисаком, який гідно протистояв американськім коням. Втім, і він зрештою поступився у змаганнях американському рисакові Дженераль Ейчу, що було сприйнято російськими конярами як національна трагедія.
Російський спорт відреагував на цю кризу створенням нової породи — російського рисака, якого вивели метисацією американських рисаків з орловськими. За задумом селекціонерів нова порода мала успадкувати швидкість американських рисаків і гарний вигляд та міцну статуру орловських. Натомість російські рисаки зайняли проміжне становище за цими якостями. Втім, для орловських рисаків вони перетворились на додаткових конкурентів.
Орловські рисаки, поступаючись на іподромах, все ще зберігали за собою першість як покращувачі селянських коней, однак і цю перевагу підірвала політична криза в Росії. Після Жовтневого перевороту дворянство і буржуазія, основні селекціонери орловських коней, зникли у державі як клас. Їхнє майно включно з кінними заводами націоналізували. В державному апараті не завжди знаходились кваліфіковані кадри, тому рівень селекційної роботи в середньому по породі впав. Це неминуче позначилось на зовнішніх якостях орловських коней, їхній екстер'єр став менш гармонійним, а селекційні досягнення стали оцінювати в першу чергу за швидкісними показниками. Значне скорочення поголів'я орловських рисаків під час Громадянської війни в Росії навіть поставило під сумнів можливість відтворення породи як такої. В цей час у порятунку орловських рисаків визначну роль зіграв коняр Я. І. Бутович.

### Подальший розвиток
У XX столітті загальна тенденція в роботі з орловською рисистою породою залишалась незмінною. Намагаючись зберегти притаманний цим коням специфічний екстер'єр, заводчики розводили їх «у чистоті», проте основну увагу приділяли покращенню швидкісних характеристик. З цією метою зрідка вдавалися до прилиття орловським рисакам сторонньої крові, однак покращувачами породи обирали не арабських жеребців (арабські коні брали участь у створенні орловської породи), а нетипових для генезу орловців чистокровних верхових коней. Ще одним боком цієї роботи стала орієнтація на виведення майлерів — спортивних коней, які найкращі результати показують на дистанції 1600 м, що суперечило засадам засновника породи, який бачив орловських рисаків як типових стаєрів.
Нездатність орловських коней конкурувати з американськими рисаками була визнана ще у першій половині XX сторіччя, з цього часу ці дві породи спільно на змагання не виставлялись. Для орловських коней на іподромах організували окремі закриті призи. Також існують відкриті призи, в яких орловські рисаки змагаються з російськими, але і в них виграти можуть лише найсильніші представники породи проти російських нижчого класу. У 1969 році в світі налічувалось 25 500 чистопородних орловських рисаків та 775 100 орловських метисів.
У 1930-х роках найкращим представником породи був світло-сірий жеребець Улов, який встановив рекорди на дистанціях 1600 м (2 хв 02,2 с) і 3200 м (4 хв 20,6 с). Улов став першим конем, який перевершив легендарного Кріпиша. У другій половині XX століття серед орловських рисаків відзначились сірий жеребець Морской Прібой, який пробіг 1600 м за 2 хв 4,5 с (рекорд протримався 38 років) і гнідий Квадрат, який хоч і мав посередні швидкісні досягнення (2 хв 08,1 с на 1600 м), але вирізнявся еталонним екстер'єром і дав численне якісне потомство.
Однак неперевершеним серед орловських рисаків радянської доби залишився сірий в яблуках Піон. Дистанцію у 1600 м він пройшов за 2 хв 0,1 с, а 3200 м — за 4 хв 13,5 с. Останній рекорд не здоланий і до сьогодні. Окрім визначних спортивних досягнень Піон показав себе як бездоганний плідник. Він започаткував окрему породну лінію, причому більшість наступних рекордів серед орловських рисаків були встановлені саме її представниками. Наприкінці XX століття на іподромах перемагали двоє його онуків: гнідий Кіпр, що встановив 14 рекордів, і рудий Ковбой з 11-ма рекордними результатами. У восьмирічному віці Ковбой встановив абсолютний рекорд швидкості для орловських рисаків — 1 хв 57,2 с на 1600 м. Обидва залишили по собі видатних нащадків. Ще двоє жеребців, які спромоглися переступити через двохвилинний бар'єр швидкості, — Іппік і Мазок — у селекції використовувались значно менше.

### Сучасний стан
Ці спортивні досягнення були особливо визначними з огляду на те, що у 1990-х роках орловську рисисту породу спіткала чергова криза. Американські рисаки, які в період «холодної війни» з пропагандистських міркувань щезли з радянських іподромів, знов з'явились у Росії після розпаду СРСР. Одночасно нові культурні тенденції, як от легалізація тоталізатора, привернули увагу публіки до прудкіших коней. Через це популярність призів для орловських рисаків критично знизилась. Загальний занепад сільського господарства, зубожіння населення нівелювали попит на орловських рисаків як на робочих і прогулянкових коней. Рентабельність їх вирощування зменшилась і через неефективне управління державними кінними заводами в нових економічних умовах. Через це багато конярських господарств збанкрутували, а чисельність чистокровних орловських рисаків скоротилась з 54 813 голів у 1986 році до 800 голів у 1997-му.
За порятунок породи узялися численні поціновувачі, серед яких були й аматори. Не маючи власних ресурсів для зміни ситуації, вони звернулись за прикладом до французьких конярів. Ті свого часу також стикнулись із витісненням французьких рисаків американськими, але завдяки продуманому протекціонізму змогли врятувати вітчизняну породу. 1998 року Асоціація рисистого конярства «Співдружність» підписала угоду з Французькою рисистою асоціацією, за якою конярі обох країн стали проводити обопільні змагання на Центральному московському і Венсеннському іподромах. Це відновило увагу до орловських рисаків. Було вжито й інших захисних заходів: збільшено квоти для орловського поголів'я на усіх бігових іподромах Росії, встановлено грошові надбавки за перемогу у призах для орловських рисаків. У XXI столітті стан породи залишається стабільним, поголів'я орловських рисистих коней повільно збільшується.

## Опис
Орловські рисаки — це великі, гармонійно складені коні запряжного типу. Вони мають добре розвинений кістяк, благородну поставу, велику суху, іноді грубувату голову. Представникам цієї породи притаманний прямий або горбоносий профіль морди, широкий лоб. В них великі і виразні очі. Шия в орловських рисаків довга, високо поставлена, пряма, часто з граційним вигином, без вираженого гребеня гриви. Холка середньої висоти. Грудна клітина середньої глибини, широка, але коротка. Спина довга, широка, пряма і тверда, поперек довгий, м'язистий. Круп широкий, потужний, без яскраво вираженої ріпиці. Загалом мускулатура у цих коней розвинена добре, серед них немає особин з ніжною конституцією. Ноги в орловських рисаків добре розвинені, сухі, з правильною постановою. Копита досить великі. Шерстний покрив розвинутий добре, але помірно (довга зимова шерсть цим тваринам не притаманна), волосся в гриві і хвості пряме, густе і довге, щітки на ногах слабко виражені.
В породі сформувались три екстер'єрних типи:
1. густий — масивні коні типово запряжного вигляду, мають добре розвинений кістяк і довгастий тулуб, недостатньо сухі;
2. середній (проміжний) — загалом коні виглядають як і представники густого типу, але мають сухішу конституцію;
3. легкий (призовий) — коні сухої конституції, з сухими, міцними ногами, інколи високоногі, мають дещо підвищену збудливість[6].

До поширених вад екстер'єру орловських рисистих коней слід віднести сиру конституцію, слабкий сухожилко-зв'язочний апарат ніг, вузький ганаш. Серед орловських рисаків іноді трапляються цибаті коні з мілкою грудною клітиною.
Висота в холці у представників цієї породи варіює в межах 157—170 см, середня висота жеребців складає 162,1 см, кобил — 160,6 см. Обхват грудей у жеребців в середньому дорівнює 163,6 см, у кобил — 162,5 см; коса довжина тулуба, відповідно, становить 183,8 см і 184,3 см, обхват п'ястка у жеребців — 20,6 см, у кобил — 20 см. Вага типового орловського рисака дорівнює 500—550 кг.
Найбільш характерною мастю орловських рисаків є сіра в різноманітних варіаціях: світло-сіра, темно-сіра, червоно-сіра, сіра в яблука, сіра в гречку. Також звичайні орловські коні гнідої та вороної масті. Зрідка трапляються особини каракові, руді, чалі. До найрідкісніших мастей орловських рисків слід віднести булану і солову, ген яких циркулює в популяції ще від данської кобили, з якою схрестили Сметанку. Серед орловських рисаків нерідко трапляються особини з відмітинами на голові («зірочка», «проточина») і ногах («шкарпетки», «панчохи»).
Норов у орловських коней врівноважений, спокійний, але не флегматичний. Представникам цієї породи притаманна жвавість, спостережливість, допитливість. Здебільшого злими орловські коні стають внаслідок психічної травми, викликаної жорстоким поводженням або надмірними робочими навантаженнями.
Рухи орловських коней вільні, гармонійні, їм притаманна стійка, рівномірна, дуже розмашиста рись, через що суб'єктивно вона може сприйматись як трохи уповільнена.
Представників цієї породи вирізняє невибагливість, добре здоров'я, чудові акліматизаційні здібності. Орловські рисаки легко переносять холодну зиму і спекотне літо, здатні пересуватись по важкому сирому ґрунту, харчуватись грубими кормами. Вони пристосовані до помірних і тривалих навантажень і як типові стаєри на довгих відстанях показують кращі результати, ніж на коротких. Ця порода доволі плодюча, матки приносять лошат до поважного віку. Розвиток орловських рисаків дещо повільний, повної сили вони набувають у віці 4 років, а більшість рекордсменів породи показують найкращі результати у віці 6—8 років. Загалом орловські рисаки довголітні, вони нерідко живуть до 30 років, зберігаючи нормальну продуктивність.

## Генетика
Порівняльні генетичні дослідження, здійснені у 1975—1989 роках серед коней Росії, показали, що орловські рисаки займають проміжне положення між представниками верхових і запряжних порід. Водночас, виявлено істотні відмінності між ними й американськими рисаками. За своєю генетичною структурою орловські рисаки найближче стоять до європейських запряжних коней, а от з арабською породою, яка долучилась до їх створення, вони мають менше спільного, ніж очікувалось. Наразі чистокровними орловськими рисаками вважають тварин, що походять від орловських коней і мають не більше 1/8 домішки крові чистокровної верхової або будь-якої рисистої породи.
Наразі в породі існують наступні лінії:
- лінія Барчука — заснована в Хреновському кінному заводі. Вирізняється скороспілістю, масивністю, добрим норовом, їм притаманні вади передніх ніг;
- лінія Вітру — відокремилась віл лінії Бубенчика, заснованій у Дібрівському кінному заводі. Її представники невеликі на зріст, масивні, типово запряжні коні;
- лінія Галла — інше відгалуження лінії Бубенчика з того ж самого заводу. Її представники дуже великі, але нерідко цибаті;
- лінія Воїна — започаткована в Дібрівському кінному заводі. Її представники вирізняються добрим розвитком усіх статей, мають широкі груди;
- лінія Ловчого — походить з Хреновського кінного заводу. Її представники великі, сухі й ошатні коні, які пізно дозрівають і мають вади норову. Ця лінія представлена переважно нащадками Улова;
- лінія Отбоя — відокремилась від лінії Ловчого. Її представники мають характерний «арабський» екстер'єр. Вони поєднують такі корисні риси як великий зріст, сухість, скороспілість, прудкість;
- лінія Пілота — сформувалась у Дібрівському, Татарському і Тульському кінних заводах. Через свого родоначальника Пілота містить кров чистокровних верхових коней, якій завдячує прудкістю і швидким дозріванням. Однак її представники дрібні і часто хворіють на меланосаркому[4];
- лінія Піона — найпоширеніша у породі. Нащадки її родоначальника вирізняються правильним екстер'єром і неперевершеними спортивними якостями.

Також у породі певну роль відіграли нині згаслі лінії Кріпиша, Громадного, Корєшка, Летучого, Лєска, Удалого. Серед маточних родин орловської рисистої породи найбільш визначні родини Бєзнадьожної Ласки, Говорушки, Діадеми, Жертви, Інерції, Калерії, Клеопатри, Світучої Долини.
Видатні орловські жеребці

## Використання
Творець орловської рисистої породи О. Г. Орлов намагався вивести коней гармонійних, гарних і великих, придатних для їзди під сідлом, у запрягу і роботи в плузі. Така універсальність здавалася недосяжною, але талантом графа і його близького сподвижника В. І. Шишкіна її вдалось осягнути. Вже наприкінці XIX сторіччя орловські рисаки були самобутньою і зрілою породою, придатною для усіх означених цілей.

### У спорті

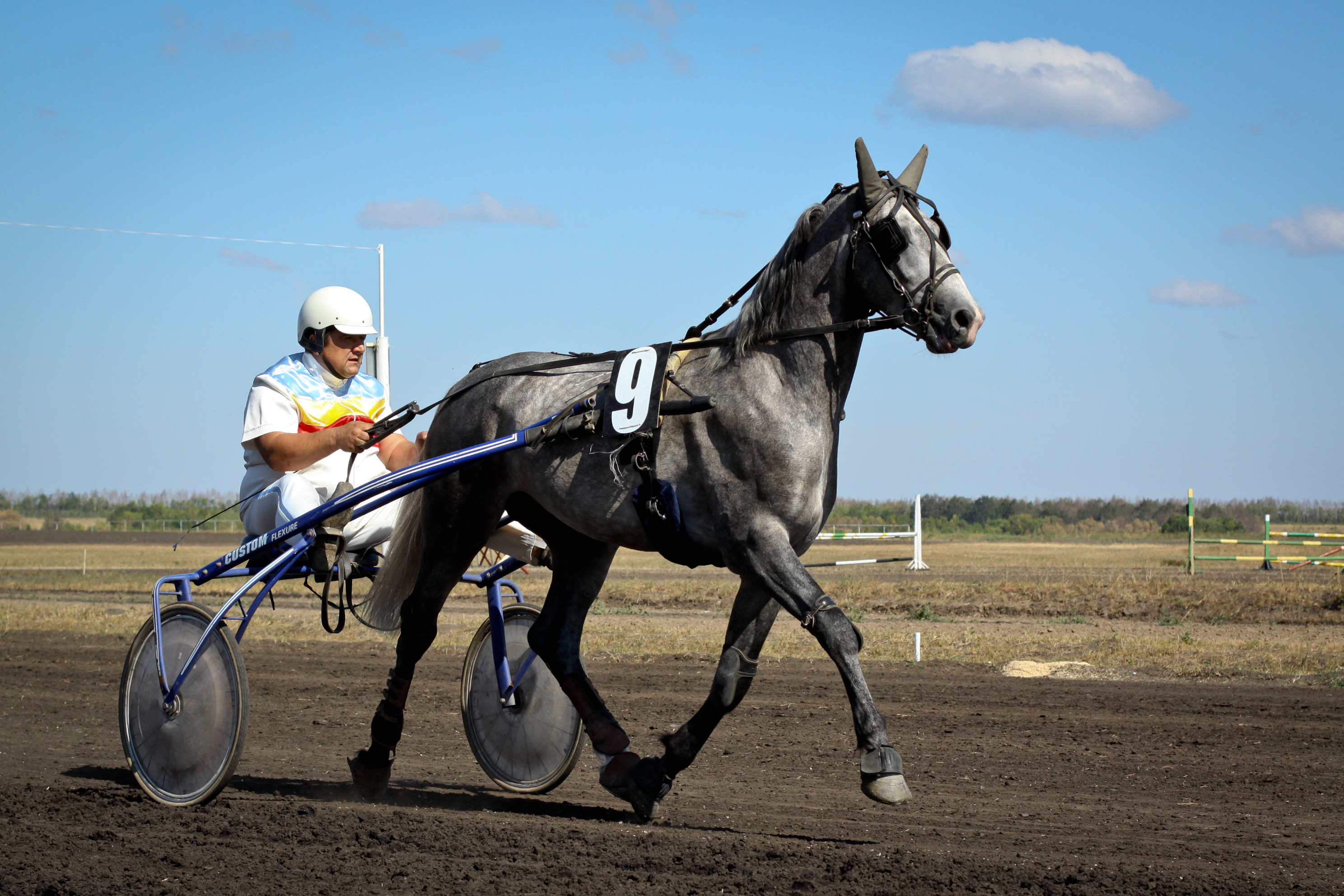
Орловський рисак призового типу в біговій качалці.

У заводському конярстві Російської імперії цих коней розводили переважно для бігів, причому видатний спортивний кінь був не тільки окрасою екіпажу власника, але і джерелом прибутку завдяки грі у тоталізатор. Нерідко марнотратні дворяни сплачували породистими рисаками картярські борги, використовували коней як завуальований хабар чиновникам. Однак комерціалізація бігового спорту призводила і до негативних наслідків: коней нещадно експлуатували, жорстоке поводження з тваринами часто ставало причиною травм і зрештою призводило до передчасного закінчення спортивної кар'єри або необ'єктивної оцінки швидкісних якостей. Ці негативні явища значної мірою зникли після встановлення радянської влади, яка заборонила «буржуазні надмірності». Об'єктивна оцінка орловських рисаків на іподромах СРСР сприяла покращенню їхніх спортивних досягнень, а також деякою мірою нівелювала перевагу прудкіших американських і російських рисаків. Цей відносно сприятливий період завершився із розпадом СРСР і масовим завезенням до країни американських рисаків. Якщо наприкінці XIX сторіччя орловські рисаки кількісно переважали на усіх бігових доріжках країни, то в XX столітті їхня частка у розіграшах призів повільно, але невпинно скорочувалась. Наразі ці коні займають відносно невелику, але сталу нішу в біговому спорті.
Орловських рисаків починають випробовувати у дворічному віці, однак в головних призах можуть брати участь коні не молодші за три роки. Рядові рисаки завершують спортивну кар'єру у віці 4—5 років, найкращі кобили виступають до 6-річного віку, а найкращі жеребці можуть продовжувати виступи до 8—10 років. Головними призами для орловських рисаків є Дербі та приз Барса, до важливих орловських призів також належать приз Піона, приз Квадрата, приз Ковбоя, приз Парижа.
Окрім класичних бігів на іподромах для орловських рисаків організовують спеціальні змагання. Це біг клусом під сідлом і перегони традиційних російських запрягів — тройок. Якщо у бігу під сідлом можуть взяти участь будь-які тварини, то в змагання трійок беруть участь жеребці старшого віку, нерідко такі, що вже завершили основну спортивну кар'єру. Змагання тройок — російський національний вид спорту, невідомий за межами країни.
До середини XX століття орловських рисаків сприймали як суто бігових коней і практично не використовували в інших видах кінного спорту. З часом виявили їхню придатність до дистанційних пробігів — перегонів на надвеликі відстані. В цих змаганнях орловські рисаки показували добрі результати завдяки своїм стаєрським якостям. Наприклад, жеребець Вєрний під Парижем пройшов 160 км за 9 годин. З огляду на ошатність, невибагливість і спокійний норов орловських рисаків широко використовують у прокаті для прогулянок і навчання верхової їзди. В аматорському спорті вони продемонстрували свою універсальність: були придатні і для виїздки, і для конкуру, і для драйвінгу. А орловський жеребець Балагур неодноразово перемагав у змаганнях з виїздки професійного рівня, тривалий час його вважали найкращим виїздковим конем Росії.

### У господарстві

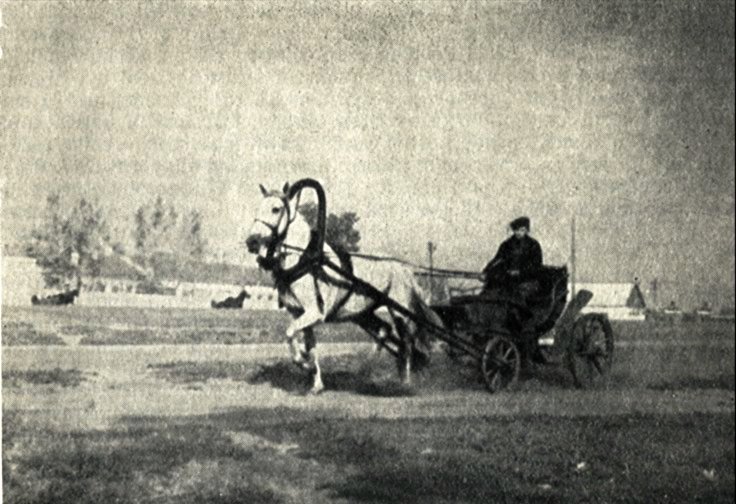
Орловський рисак у селянських дрожках (1930-ті рр).

Від початку існування орловської рисистої породи для спорту відбирали найліпших тварин, яких згодом використовували як племінних. Однак коні гіршої якості також знаходили своє застосування. Найдавнішим їхнім призначенням були транспорті перевезення. Сам граф Орлов роз'їджав по Москві на видатному жеребці Барсі I, а менш видатні особини потрапляли у власність звичайних візників. Хоча розквіт орловської рисистої породи припав на ті часи, коли кінної пошти вже не існувало, однак у віддалених районах Російської імперії вони були незамінні. Орловські рисаки чудово зарекомендували себе на російському бездоріжжі.
Також вони виявилися вельми зручними у сільському господарстві. До середини XX століття в селах Російської імперії переважали дрібні безпородні коні низької вантажності. Вони були непридатні для тривалої напруженої роботи у запрягу. З іншого боку, великі породисті ваговози не завжди були зручними, оскільки вимагали на своє утримання значної кількості корму, а бідні селяни не мали великих пасовищ. Орловські рисаки виявилися саме тією «золотою серединою», якої потребувало народне господарство.
В часи Другої світової війни орловських рисаків використовували у російських кавалерійських частинах, а також як допоміжних тяглових тварин в інших військових з'єднаннях. В мирний час ними користуються у кінній поліції.

### У селекції
Кров орловських рисаків часто приливали дрібнішим безпородним коням, збільшуючи розміри і тяглову силу останніх. В СРСР після колективізації дрібні приватні господарства об'єднали у великі колгоспи і рівень навантаження, що припадав на кожну робочу тварину, знову збільшився. Однак орловські рисаки не зникли. Практика показала, що їхні розміри можна в свою чергу збільшити метисацією з дрібнішими породами ваговозів, перш за все, з російським. Таких рисисто-ваговозних метисів розводять і досі.
У XIX столітті орловських рисаків вивозили до Франції, де схрещували з іншими рисистими кіньми. Частка їхньої крові тече у жилах сучасних французьких рисаків. Орловські коні зіграли фундаментальну роль в утворенні російських рисаків, які фактично є американо-орловськими метисами. За їхньою участю вивели битюгів, а в 1930-х роках — воронезьку породу коней. Крім того, орловські рисаки були покращувачами на етапі створення ряду м'ясо-молочних порід у Казахстані та азійській частині Росії.

## Поширення
Історично ареал орловських рисаків обмежений країною їхнього походження — Росією. Найбільш якісне і продуктивне поголів'я цих коней зосереджене в Хреновському і Першому Московському кінних заводах. Перший належав графу Орлову і стояв біля витоків породи, другий досяг значних селекційних успіхів через наближеність до центрів змагань — Центрального московського і Раменського іподромів. Також у розведенні орловських рисаків істотну роль відіграли Прилепський (нині недіючий), Новотомніковський, Пермський, Чесменський, Шадринський і Шаховський кінні заводи. Окрім Москви і Раменського призи для орловських рисаків розігрують на Пермському іподромі.

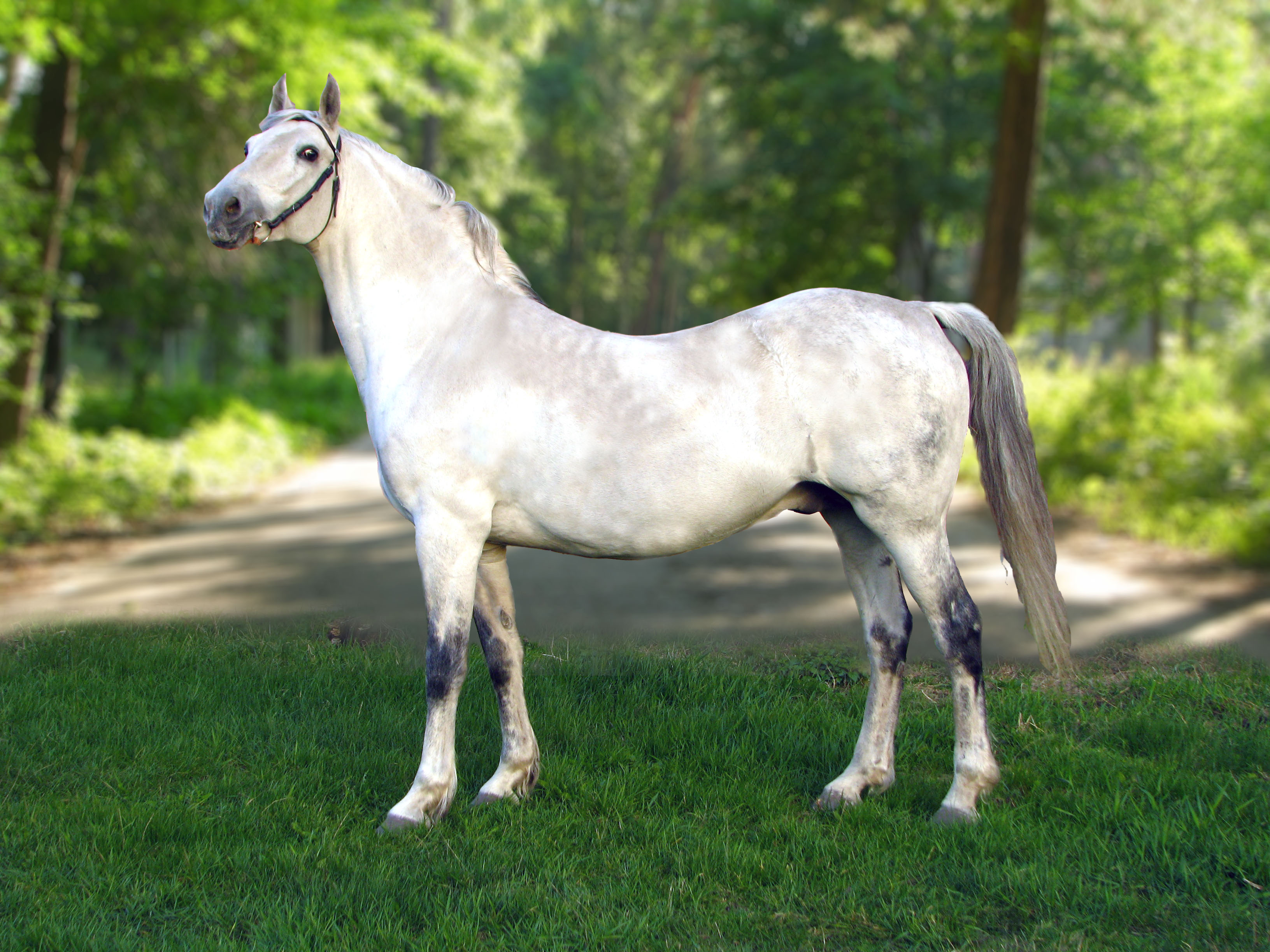
Жеребець Фінал (Фагот — Арабіка), народжений у Дібрівському кінному заводі.

З огляду на те, що Російська імперія (а потім і СРСР) займали велику територію, орловських коней використовували в усіх кліматичних зонах, окрім гірських районів, Крайньої Півночі і пустель. За межами російських етнокультурних регіонів орловських рисаків найбільше розводять в Україні і на півночі Казахстану. Серед українських кінних заводів селекційну роботу з ними провадять Запорізький, Лимарівський і Лозівський кінні заводи, а найкраще поголів'я зосереджене в Дібрівському кінному заводі. Призи для орловських рисаків розігрують на Київському та Одеському іподромах.
В Казахстані осередком орловського конярства виступає Кокчетавський кінний завод. Також розведенням цієї породи займаються у Киргизстані. Швидка міжнародна слава, що прийшла до орловських рисаків у XIX столітті, стрімко згасла під натиском продуктивніших спортивних порід, тому за межами колишньої Російської імперії ці тварини наразі практично невідомі. Поодиноких рисаків, яких продають на аукціонах західноєвропейським конярам, використовують як прогулянкових коней, у селекційній роботі вони не беруть участі.

## У культурі

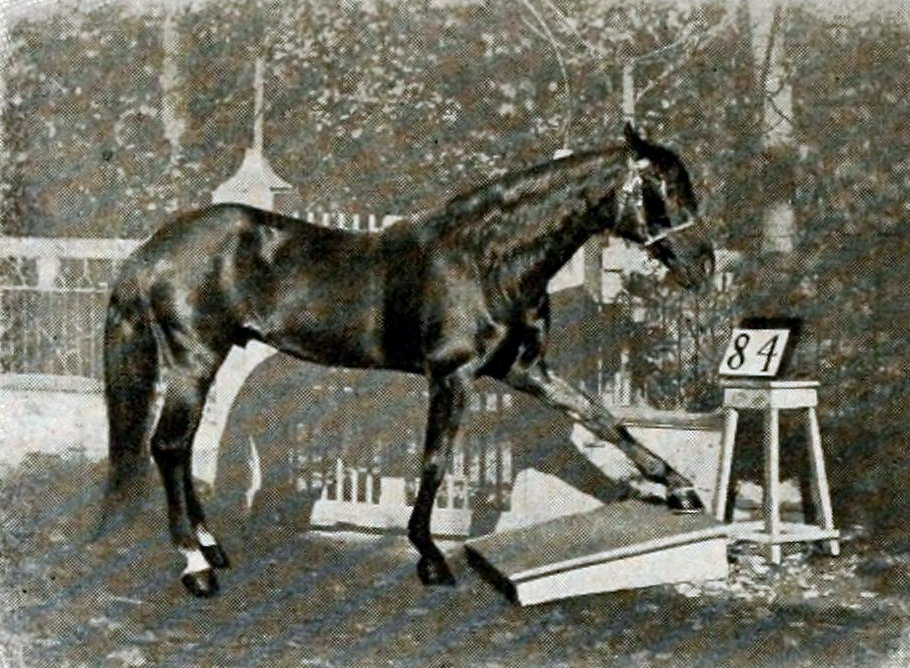
Розумний Ганс «рахує».

Розквіт орловської рисистої породи в XIX столітті сприяв розвиткові бігового спорту в Росії загалом. Власне, саме завдяки цим рисакам біги в Росії відійшли від традиційної форми народних гулянь на річковій кризі і перетворились на системні іподромні змагання. Використання орловських коней у професійних змаганнях, особливо на тлі пізнішої гострої конкуренції з американськими і російськими рисаками, вимагало спортивної дисципліни, удосконалення збруї і випробувальних екіпажів (звичайні дрожки і сани замінили на качалки). Також завдяки орловським рисакам змінився і вигляд традиційних російських тройок. Якщо раніше з дрібними селянськими конями вони виглядали як тривіальні запряги, то тепер з високими і гарними орловськими корінниками стали окрасою доріг.
На початку XX століття у Німеччині прославився орловський рисак на ім'я Розумний Ганс. Таке прізвисько тварина отримала за надзвичайні розумові здібності, приписувані їй власником Вільгельмом фон Остом. Під час вистав кінь показував здатність рахувати, читати слова, відповідати на питання. В дійсності Розумний Ганс не міг цього робити, але завдяки надзвичайній спостережливості навчився вгадувати правильні відповіді за мімікою хазяїна.
Орловські рисисті коні фігурують у творах російських письменників XIX сторіччя: Льва Толстого (повість «Холстомєр»), Олександра Купріна (оповідання «Ізумруд»), Петра Ширяєва (повість «Онук Тальйоні»), Олександра Ертеля (роман «Гарденіни, їхні дворові, прихильники і вороги»). За мотивами повісті «Онук Тальйоні» знято два кінофільми — «Любушка» (1961) і «Рисак» (2005). А про легендарного рекордсмена Кріпиша розповідає фільм «Здоровань».

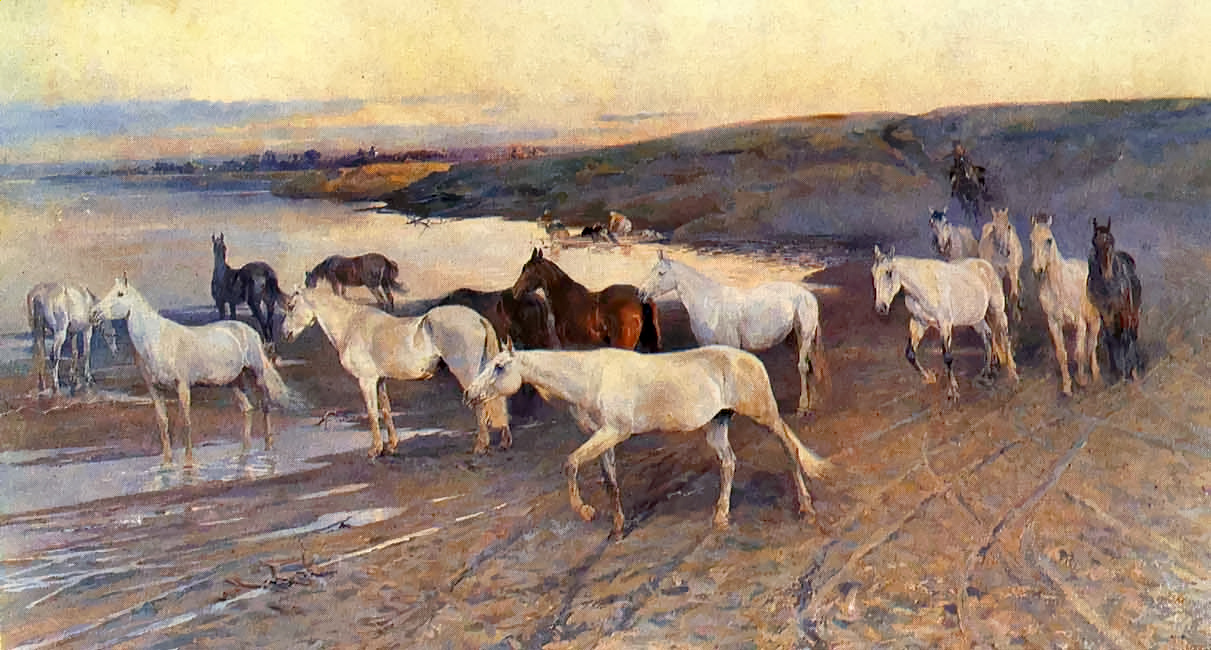
«Табун орловських рисистих маток Ново-Томніковського кінного заводу Тамбовської області» (1890) — одне з найвизначніших полотен М. С. Самокиша.

Орловські рисаки посіли помітне місце в образотворчому мистецтві XIX—XX століть. Німецький художник Рудольф Зурландт створив полотно «Орловські рисаки в дишловому запрягу і собака», а його син Карл Зурландт, також відомий маляр, написав картину «Орловські рисаки». Жанрові картини з табунами орловських рисистих коней є в творчому доробку Рудольфа Френца і Миколи Самокиша. Крім того, багато художників створили поодинокі портрети видатних орловських коней-рекордистів. Наприклад, Йоганн Раух написав портрет Бичка, Микола Самокиш — Громадного, В. В. Семенський — Кріпиша, Г. Н. Степанов — Улова і Гібрида, Б. В. Преображенський — Квадрата. Дуже плідним портретистом орловських коней був Сергій Ворошилов, який написав зображення 33 видатних тварин, причому його картина «Табун сірих маток Прилепського заводу» в 1910 році була премійована на Всеросійській кінній виставці в Москві. Але найбільш прихильним до орловської тематики був Микола Свєрчков, який відзначився як в анімалістичному портреті, так і в жанрових сценах з конями. Його пензлю належать портрети Лєбєдя I, Лєбєдя IV, Візаура III, Горностая V, Летучого, а також зображення перших випробувань орловських рисаків.
Наслідувачкою живопису виступила філателія. Перші марки із зображенням орловських рисаків були випущені в 1968 році в СРСР, пізніше їх зображали на марках Танзанії (1991), Азербайджану (1993, 1997), Бутану (1999), Молдови (2002), України (2005), Росії (2007).
Орловські рисаки на поштових марках різних країн